# Kildorrery
Kildorrery (irisch Cill Dairbhre,  „Eichenwald-Kirche“) ist eine Ortschaft im Norden des County Cork in der Provinz Munster in Irland. Kildorrery hatte bei der Volkszählung im Jahr 2022 372 Einwohner.

## Geographie
Kildorrery liegt auf einem Hügel inmitten einer glazial geprägten Landschaft zwischen den Ballyhoura Mountains im Süden des County Limerick und den Nagle Mountains jenseits des Blackwater Valley. Im Osten befinden sich die Galtee Mountains und die Knockmealdown Mountains mit dem Slievenamon (719 m) in einiger Entfernung im County Tipperary. Die Straße nach Limerick führt durch eine Ebene zwischen dem Castlegale und dem Carrigeenamronety (Carraigín na mBróinte).

## Geschichte
Die Lage von Kildorrery hatte von Alters her eine besondere strategische Bedeutung. Teile einer vorgeschichtlichen Grenzanlage, die heute The Black Ditch (der schwarze Graben) genannt wird, konnten ausgegraben werden. Dieser Graben könnte eine der Territorialgrenzen in Irland dargestellt haben und stammt aus dem 3. Jahrhundert v. Chr. Er erstreckt sich zwischen Shannon und Youghal.
Die drei Ringwälle in der Gegend deuten auf eine vorgeschichtliche Besiedlung hin.
Im Mittelalter war das Gebiet um Kildorrery Schauplatz der Auseinandersetzungen des späteren Hochkönigs Brian Boru mit einheimischen Fürsten und den dänischen Wikingern um die Vormacht.

## Wirtschaft und Bevölkerung
Die Wirtschaft Kildorrerys ist von der Landwirtschaft und dem Gartenbau geprägt. Einer der größten Arbeitgeber war die 1887 von den Brüdern Charles und Leonard Gates gegründete Molkerei der West Surrey Dairy Central Company, die 1920 nach der Marke ihrer Babymilch in Cow & Gate umbenannt wurde und heute zu Danone gehört.
Die Abwanderung der Landbevölkerung in die Städte konnte in den vergangenen Jahren durch Einwanderer aus Osteuropa, besonders aus der Ukraine und den Baltischen Staaten, ausgeglichen werden.
1977 konnte an der Fermoy Road eine neue Schule gebaut werden. Sie ersetzte die zweiklassige alte Schule, die 1847 am Höhepunkt der Großen Hungersnot in Irland als Scart National School gegründet worden war.

## Verkehr
Kildorrery liegt an der National Secondary Road N73 von Mallow nach Mitchelstown am Kreuzungspunkt mit der Regionalstraße R512 von Kilmallock nach Fermoy.

## Persönlichkeiten
- Elizabeth Bowen (1899–1973), Schriftstellerin, verbrachte als Kind die Sommer auf dem Landsitz Bowen’s Court in Kildorrery, sie ist auf dem nahe dem Anwesen gelegenen Friedhof begraben
- Joe Sherlock (1930–2007), Politiker